# Tratado de Poncho Verde
El Tratado de Poncho Verde es el nombre dado a un acuerdo de paz firmado el 1 de marzo de 1845, en el Imperio de Brasil que puso fin definitivo a la Guerra de los Farrapos tras diez años de combates entre las tropas imperiales y los rebeldes de Río Grande del Sur. Su nombre se debió al apodo dado al territorio de Río Grande, una extensísima planicie dotada de ricos pastos naturales, muy apta para la ganadería extensiva.
Las condiciones del tratado fueron propuestas por el jefe militar designado por el emperador Pedro II de Brasil, el Barón de Caxias, para reorientar el enojo de los riograndenses contra los gobiernos de Uruguay y Argentina en vez de mantenerlo contra el régimen imperial. Para tal fin, el Barón de Caxias formuló condiciones generosas: fin de la persecución a los revoltosos y reintegración plena de éstos en la vida civil (lo cual era una amnistía implícita), liberación de los esclavos que habían apoyado a los farrapos (aunque no todos pudieron acceder a esta opción), y sobre todo la alternativa que el nuevo gobernador de Río Grande del Sur fuera elegido por los habitantes de la región, inclusive por quienes eran antiguos rebeldes. 
La actividad del Barón de Caxias fue apreciada por los líderes farrapos representados par David Canabarro, que aceptaron reintegrarse a Río Grande del Sur dentro del Imperio y favorecieron que el Barón de Caxias fuese designado senador. El propio Caxias recibió de Pedro II el título nobiliario de Duque de Caxias.